# Over Compton
Over Compton – wieś w Anglii, w hrabstwie Dorset. Leży 30 km na północ od miasta Dorchester i 183 km na zachód od Londynu.